# Мексиканская национальная астрономическая обсерватория
Мексиканская национальная астрономическая обсерватория — астрономическая обсерватория, основанная в 1878 году в Мексике. Обсерватория была создана и принадлежит Национальному автономному университету Мексики.

## История обсерватории
Мексиканская национальная астрономическая обсерватория в 1878 году была установлена на балконе  Чапультепекского дворца в Мехико. Позднее обсерватория переехала на окраину города в район Tacubaya. В середине XX века обсерватория была перенесена в Тонанцинтла, Пуэбла. А в 1967 году произошёл окончательный переезд обсерватории на север Мексики в район Сьерра-де-Сан-Педро-Мартир, штат Нижняя Калифорния.

## Инструменты обсерватории
- 1,5-м (f/13.5) Ричи-Кретьен, установлен в 1970 году
- 0,84-м (f/15) Ричи-Кретьен, установлен в 1972 году
- 2,12-м (f/7.5) Ричи-Кретьен, установлен в 1979 году — крупнейший оптический телескоп в Мексике

## Известные сотрудники
- Francisco Gabilondo Soler[англ.]